# Аптидон, Хассан Гулед
Хасан Гулед Аптидон (фр. Hassan Gouled Aptidon, сомал. Xasan Guuleed Abtidoon, араб. حسن جولد أبتيدون‎; 15 октября 1916 — 21 ноября 2006) — первый президент Джибути.

## Биография
Родился на территории нынешнего Сомали. Представитель народности исса (клан мамасан). С 1952 по 1956 год являлся представителем Джибути в сенате Франции, а в 1959—1962 годах депутат Национального собрания Пятой республики. Выступал за независимость Джибути от Франции и против его присоединения к Сомали. После выборов 1958 года, на которых партия Республиканский союз, выступавшая за объединение с Сомали, потерпела поражение, Аптидон стал вице-председателем Правительственного совета, а в апреле 1959 года был избран представлять Джибути в Национальном собрании Франции. В 1963—1967 годах он был министром образования, а в мае 1977 года стал премьер-министром страны, уже 27 июня получившей независимость, после чего Аптидон стал президентом, до июля также оставаясь премьер-министром.
В 1981 году Аптидон провозгласил однопартийный режим, став во главе единственной партии Народное объединение за прогресс, и переизбирался на пост президента как единственный кандидат. Несмотря на жёсткие методы управления в политической жизни, экономика Джибути росла. В 1991 году в стране произошла гражданская война с оппозиционными силами, и в сентябре 1992 года Аптидон провёл референдум, одобривший многопартийное устройство страны с не более чем четырьмя политическими силами. Тем не менее, его партия получила все места в парламенте, а сам Аптидон был в следующем году переизбран на очередной шестилетний срок, получив 60,7 %.
В 1990-е в экономике Джибути начался резкий спад, что подвигло Аптидона к решению назвать своим преемником на президентском посту своего племянника Исмаила Омара Гелле, который был избран в 1999 году. Впрочем, Аптидон оставался влиятельной политической фигурой и главным советником племянника до самой кончины.
Умер в своём доме 21 ноября 2006 года в возрасте 90 лет естественной смертью.